# Council Hill
Council Hill és un poble dels Estats Units a l'estat d'Oklahoma. Segons el cens del 2000 tenia 129 habitants.

## Demografia
Segons el cens del 2000, Council Hill tenia 129 habitants, 48 habitatges, i 36 famílies. La densitat de població era de 155,6 habitants per km².
Dels 48 habitatges en un 20,8% hi vivien nens de menys de 18 anys, en un 64,6% hi vivien parelles casades, en un 10,4% dones solteres, i en un 25% no eren unitats familiars. En el 25% dels habitatges hi vivien persones soles el 10,4% de les quals corresponia a persones de 65 anys o més que vivien soles. El nombre mitjà de persones vivint en cada habitatge era de 2,69 i el nombre mitjà de persones que vivien en cada família era de 3,22.
Per edats la població es repartia de la següent manera: un 29,5% tenia menys de 18 anys, un 6,2% entre 18 i 24, un 20,9% entre 25 i 44, un 20,2% de 45 a 60 i un 23,3% 65 anys o més.
L'edat mediana era de 40 anys. Per cada 100 dones de 18 o més anys hi havia 97,8 homes.
La renda mediana per habitatge era de 20.500 $ i la renda mediana per família de 21.875 $. Els homes tenien una renda mediana de 37.917 $ mentre que les dones 37.500 $. La renda per capita de la població era de 9.018 $. Entorn del 20,5% de les famílies i el 30,1% de la població estaven per davall del llindar de pobresa.

## Poblacions més properes
El següent diagrama mostra les poblacions més properes.